# 랜스 스트롤
랜스 제이콥 스트룰로비치(Lance Jacob Strulovitch, 1998년 10월 29일~ )는 캐나다의 레이싱 드라이버로 흔히 랜스 스트롤(Lance Stroll)로 알려져 있다. 현재 애스턴 마틴 소속이다. 어렸을때부터 카트를 접하며 다양한 레이싱 경주에 참가해왔다. 2017년에 윌리엄스 소속으로 데뷔해서 그 해에 열린 아제르바이잔 그랑프리에서 3위를 기록했고 처음으로 포디움에 오르며 F1에서 포디움에 오른 두번째로 어린 선수가 되었다. 또한 그가 F1에 데뷔했던 루키 시즌은 2021년까지 F1에서 가장 어린 나이에 데뷔한 시즌이었다.

## 생애
랜스 스트롤은 러시아계 유대인 후손인 캐나다의 사업가 로렌스 스트롤과 벨기에의 패션 디자이너 클레르안 칼렌스의 아들로 태어났으며 클로이라는 누나가 있다. 그의 부모는 이혼했고 그의 아버지는 라켈 디니즈와 재혼했다. 현재 캐나다 국적으로 경주에 참가하고 있으며, 캐나다와 벨기에 시민권을 모두 가지고 있다. 그는 영어, 프랑스어, 플라망어, 이탈리아어 등 4개 국어를 구사한다.